# Plebecula giramica
Plebecula giramica – gatunek ślimaka trzonkoocznego z rodziny Geomitridae.

## Występowanie
Występuje wyłącznie w dolinie Cabo Girão (Madera, Portugalia). Jest zagrożony w związku z rozwojem turystyki w tym regionie, gdyż wiąże się to z utratą środowiska naturalnego.
Jego siedlisko to lasy i obszary trawiaste klimatu umiarkowanego.

## Status
W Czerwonej księdze gatunków zagrożonych IUCN Plebecula giramica jest klasyfikowany jako gatunek narażony (VU, ang. Vulnerable).